# Label Switching
Als Label Switching bezeichnet man ein Verfahren zur Optimierung des Datentransports in Rechnernetzen. Es ermöglicht den Aufwand für die Weiterleitung von Daten vom herkömmlichen Routing (Schicht 3 des OSI-Schichtenmodells) auf ein reines Switching (Schicht 2) zu reduzieren. Dadurch sinkt der Verarbeitungsaufwand für die beteiligten Router stark, wodurch eine deutlich geringere Verarbeitungszeit und damit Paketlaufzeit möglich wird. Auch können so Kosten eingespart werden.

## Pfadaufbau
In großen Rechnernetzen, wie z. B. dem Internet, werden die Daten von Absender zu Empfänger üblicherweise geroutet. Dies bedeutet, dass die am Transport beteiligten Geräte, die sogenannten Router, bei jedem Datenpaket erneut bestimmen müssen, wie mit diesem zu verfahren ist. Router haben häufig viele verschiedene Kommunikationspartner (andere Router) und verwalten eine Liste, in der bestimmten Zieladressen bestimmte Gegenstellen zugeordnet sind. Router untersuchen daher von jedem Datenpaket die Ziel- und häufig auch die Absenderadresse und bestimmen anhand dieser Daten das nächste Ziel. Dieses Verfahren ist aufwändig.
Beim Label Switching wird vor der eigentlichen Datenübertragung mit Hilfe eines Signalisierungsprotokolls ein logischer Pfad aufgebaut. Alle an diesem Pfad beteiligten Netzwerkkomponenten werden programmiert, ein bestimmtes Label zu transportieren. Vergleichbar ist dieser Vorgang mit der Wahl einer Telefonnummer, die einem Gespräch vorangeht. Der Pfad kann sich dann nicht mehr ändern. Nach Ende der Verbindung wird er abgebaut.

## Switching der Labels
Bei der eigentlichen Datenübertragung werden die mit Label versehenen Frames nur noch geswitchet. Ein Label kann man sich als eine Einfärbung eines Datenpakets vorstellen. Die Netzgeräte leiten die Datenpakete nur anhand ihres Labels an das nächste Gerät im Pfad weiter. Verzögerungszeiten in den Netzgeräten sind im Vergleich zum Routing gering. Auch die Belastung der Hardware mit Pflege der Routingtabellen entfällt. Dadurch sind Netzwerke mit Label Switching für Hochgeschwindigkeitsaufgaben prädestiniert. Wegen der speziellen Geräte, der aufwändigen Konfiguration und der geringen Verbreitung ist diese Technologie Anfang 2006 noch teuer. Ein weiterer Nachteil ist die hohe Störanfälligkeit. Fällt eine Leitung oder ein Gerät auf dem Pfad aus, wird die Störung im ungünstigsten Fall nicht einmal bemerkt. Geroutete Netze reagieren flexibler auf Unterbrechungen.

## Realisierung
Meistens wird zwischen dem Header der Sicherungsschicht und dem Header der Vermittlungsschicht ein Label eingefügt, das eine kurze Verbindungskennung mit fester Länge darstellt, ähnlich wie die VPI/VCI-Kennungen bei ATM.
Label Switching wird im Rahmen des VIOLA-Projekts mit anderen Netztechnologien auf ihre Eignung im Hochgeschwindigkeitsbereich hin untersucht.
Ein Beispiel für eine Umsetzung von Label Switching ist das Multiprotocol Label Switching.